# テオフラスタ科
テオフラスタ科（テオフラスタか、Theophrastaceae）は双子葉植物の科。クロンキスト体系など従来の分類では、中南米の熱帯に分布する低木、5属（Clavija、Deherainia、Jacquinia、Neomezia、Theophrasta）100種ほどからなる。ヤブコウジ科に似るが樹脂を含まない点で異なる。
APG植物分類体系では、従来サクラソウ科に分類されていたハイハマボッス属（ Samolus ）をこの科に移している。ハイハマボッス属は世界の温帯に広く分布する多年草で15種ほどあり、日本にはハイハマボッス（ S. valerandi ）が自生する。サクラソウ科・ヤブコウジ科などと共にツツジ目に入れる。さらに最新のAPG植物分類体系第3版ではサクラソウ科に含めている。